# Itaporã
Itaporã is een gemeente in de Braziliaanse deelstaat Mato Grosso do Sul. De gemeente telt 19.390 inwoners (schatting 2009).
De gemeente grenst aan Dourados, Douradina, Maracajú en Rio Brilhante.